# Cankuzo (Provinz)

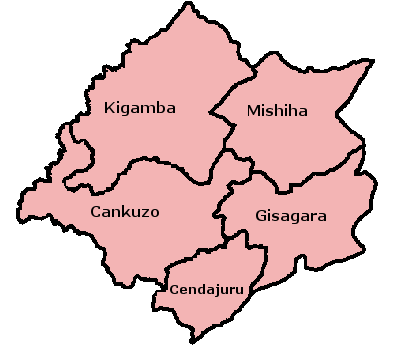
Karte der Distrikte von Cankuzo

Cankuzo ist eine Provinz von Burundi. Sie liegt im Osten des Landes, an der Grenze zu Tansania. Die Provinzhauptstadt heißt ebenfalls Cankuzo.
2008 hatte Cankuzo etwa 228.8730 Einwohner.
Cankuzo ist in die fünf Distrikte (communes) Cankuzo, Cendajuru, Gisagara, Kigamba und Mishiha eingeteilt.